# Mia Medaković Topalović
Mia Medaković-Topalović (Subotica, 26. januar 1974) srpska je pravnica, novinarka i fotografkinja. Osnivačica, vlasnica i glavna i odgovorna urednica e-magazina Refresh Your Life.

## Život i obrazovanje
Rođena i odrastala u Subotici. Studije Pravnog fakulteta završila u Novom Sadu. Kao stipendista Ministarstva inostranih poslova Italije, proučavala je i radila istraživački rad na temu „Trgovina ljudima u Srbiji i Italiji”, pod mentorstvom prof. krivičnog prava Mikele Papa, na Pravnom fakultetu Univerziteta u Firenci, na kojem je 2009. godine i branila diplomski rad „Trgovina ljudima: instrumenti kontrole u Srbiji i Italiji” i time stekla zvanje diplomiranog pravnika (Laurea magistrale) i u Italiji.
Poseduje deset godina iskustva u pravnoj oblasti u državnim institucijama i upravi Republike Srbije.
Govori engleski, nemački i italijanski jezik.

## Novinarstvo i RYL magazin
U novinarske vode uplovila je kao dvadesetogodišnjakinja krajem 90-ih u Subotici radeći autorske emisije iz kulture „Scena” na Siti radiju i „Prisluškivanje” na TV Subotici, kao i emisiju „TV BOOM” o marginalnim društvenim grupama.
Mia je osnivač i glavna i odgovorna urednica onlajn magazina Refresh Your Life (RYL), koji je nekako prirodno došao u njen život februara 2015. godine, kada je izašao prvi broj. Lifestyle & mindstyle magazin za savremenu ženu i muškarca, koji su na putu ličnog rasta i razvoja. RYL je miks duhovnosti, umetnosti, kulture, lepote, mode, ličnog razvoja. Strast prema čoveku i prema lepoti bili su joj glavna inspiracija za pokretanje onlajn magazina koji je osvojio čitaoce sadržajem, minimalizmom, odličnom fotografijom. Tekstovi u magazinu pišu se i objavljuju u originalu na srpskom, hrvatskom, engleskom, bošnjačkom, italijanskom, nemačkom jeziku. Jednim klikom RYL je čitan u celom svetu. Ekipu koja radi na ovakvom savremenom magazinu čine: Boris Cupać, art direktor, Dijana Кrtinić, profesor srpskog jezika i književnosti i lektor, Dejan Vicai, profesor anglistike i lektor, Nikola Markov, admin veb portala i Siniša Zelen, programer.
RYL d.o.o. je 2020. godine izdao knjigu Belgrade Through the Eyes of Foreigners/Beograd viđen očima stranaca grupe autora Međunarodnog kluba žena u kojoj učestvuje kao fotograf i izdavač.

## Umetnički rad
U svetu umetnosti se potpisuje kao Anima Mundi (Duša sveta). Fotografijom se bavi od 2016. godine. Imala je četiri samostalne i učestvovala je na više grupnih izložbi.

### Samostalne izložbe fotografija
- 2017. „Varvarogenius” Lica intelektualaca Balkana(ca) – izlagala u Beogradu, Subotici, Sarajevu, Puli.[3][4]

Kroz objektiv predstavila je muškarca, intelektualca, Balkanca u 21. veku. Ko je nova snaga Balkana? Ko je intelektualac u veku u kojem živimo koji svoju regiju pokreće u kulturološkom, sociološkom, duhovnom smislu? Ko je taj novi čovek koji se razlikuje od svog pretka? Ispred objektiva stali su njih dvadesettrojica iz Beograda, Ljubljane, Skoplja, Sarajeva, Novog Sada, Zagreba, Tivta, Porto Montenegra, Rovinja.
- 2019. Ključ sveta – Beograd, Subotica.[6]

Kroz objektiv otključala je svet koji joj je blizak, koji je njen, u kojem se ogleda, kroz koji se spoznala. Put je vodi preko Katmandua, Firence, Balija, Berlina, Jordana, Krita, Abu Dabija, Valensije, Srbije. Prelazila je pustinje, šume, mora, okeane. Govorila razne jezike, i bivala uvek drugačija i svoja pokorena prirodi.
- 2021. Plavo – Beograd[7]

Pomešala je vekove, mađarsku secesije sa renesansom, barok sa modernizmom. Njeni junaci govore španski, srpski, francuski, nemački, i to sve u plavom i njenim nijansama. Na fotografijama dominira cijanid, boja između plave i zelene, podvučene sivom. Iznela sam svet iz sebe, svet koji postoji tamo negde, već zapisan i samo su se prepoznali. Ovo je priča o slobodi, lakoći, moći trenutka, ovo je priča o ženi u kojoj obitava neukrotiva snaga, kojom se napaja na izvoru plave. Plavo to nije boja, to je boja beskraja.
- 2024. Moj film – Beograd[8]

Igra se sa koloritom, formom i stilom, te njene fotografije podsećaju na filmske priče. Voli svet i njegove datalje. Ne plaše je daljine, u stvari one je privlače u svojoj lepoti. Njen film je priča njenih nadanja. „Moj film” su scene prepoznate iz filmova, to je tanana priča između stvarnog i nestvarnog. Svet fotografa se razlikuje od drugih svetova jer se posmatra kroz objektiv. To je svet koji ona u širini objektiva otkriva. To je svet čist, jasan, minimalistički, produhovljen, nežan. „Moj film” je priča njenog načina gledanja i života kroz Berlin, Jordan, Tunis, Amsterdam, Gruziju, Tursku, Srbiju.

## Spoljašnje veze
- „Intervju:MIA MEDAKOVIĆ TOPALOVIĆ: ni iz čega stvaram najbolje”. Lepa&Srećna. Приступљено 8. 3. 2021.
- „Opušteno - Mia Medaković Topalović”. You Tube. Приступљено 8. 3. 2021.
- „Mia Medaković Topalović: Balkan kroz 23 muškarca intelektualca”. AZRA. Приступљено 8. 3. 2021.
- „Mia Medaković – Topalović: Nova žena na Balkanu je budna žena koja brine o sebi i svojim potrebama”. ZD. Архивирано из оригинала 04. 12. 2021. г. Приступљено 18. 10. 2021.